# چوکوته
چوکوته (به صربی: Čukote) یک منطقهٔ مسکونی در صربستان است که در توتین، صربستان واقع شده‌است. چوکوته ۱۳۶ نفر جمعیت دارد.